# Tourville-en-Auge
Tourville-en-Auge ist eine französische Gemeinde mit 258 Einwohnern (Stand 1. Januar 2022) im Département Calvados in der Region Normandie. Sie gehört zum Arrondissement Lisieux und zum Kanton Pont-l’Évêque. 
Sie grenzt im Westen, im Norden und im Osten an Saint-Gatien-des-Bois, im Süden an Pont-l’Évêque mit Coudray-Rabut und im Südwesten an Saint-Martin-aux-Chartrains. Die Bewohner nennen sich die Tourvillais.

## Bevölkerungsentwicklung
| Jahr      | 1962 | 1968 | 1975 | 1982 | 1990 | 1999 | 2008 | 2015 |
| --------- | ---- | ---- | ---- | ---- | ---- | ---- | ---- | ---- |
| Einwohner | 154  | 131  | 140  | 166  | 207  | 221  | 233  | 245  |

## Sehenswürdigkeiten

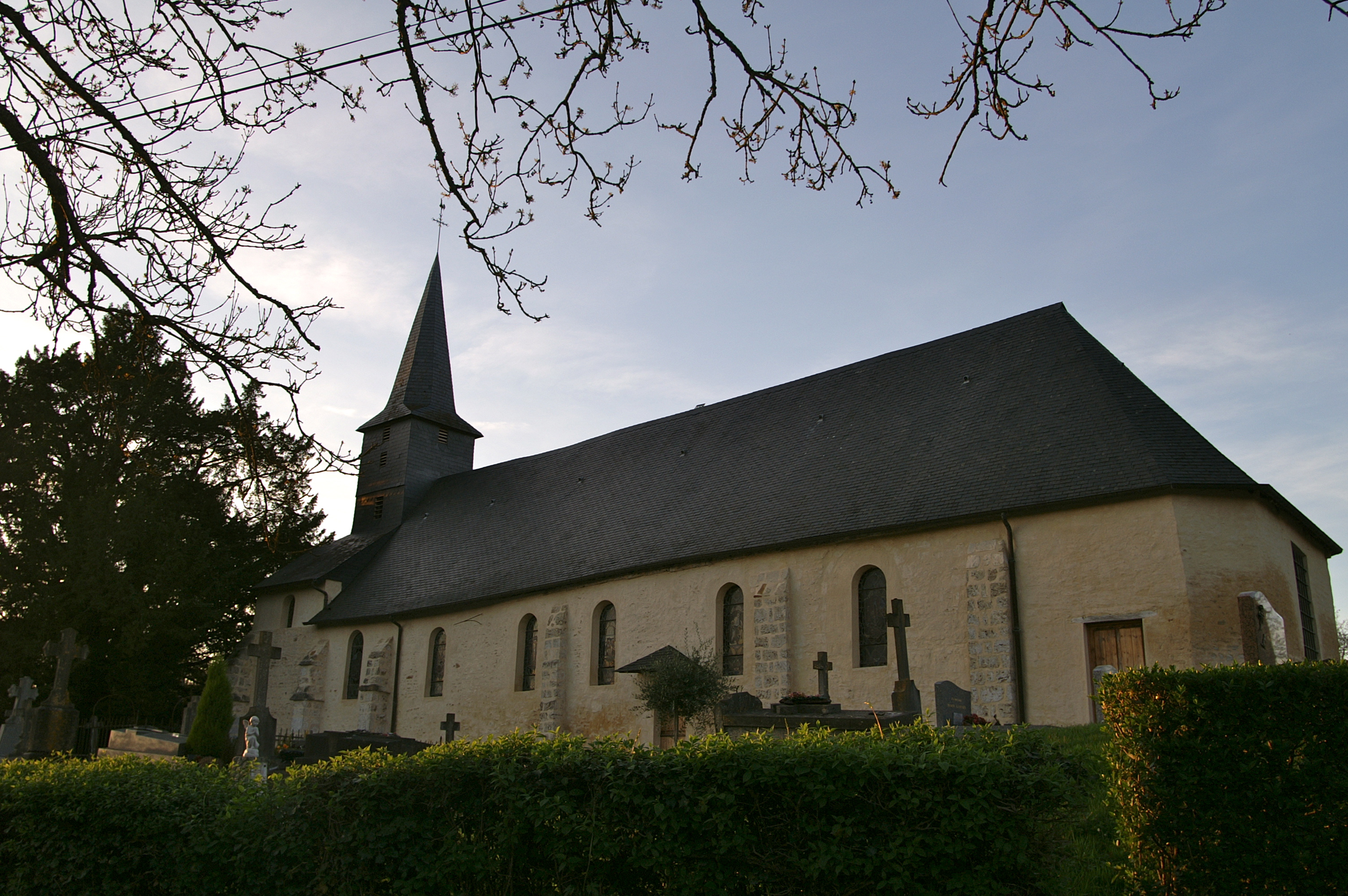
Kirche Saint-Jean-Baptiste

- Kirche Saint-Jean-Baptiste